# Симмонс, Тони
Э́нтони Де́ррик Си́ммонс (англ. Anthony Derrick Simmons; род. 6 октября 1948, Мэйстег) — британский валлийский легкоатлет, специалист по бегу на длинные дистанции, кроссу и марафону. Выступал на крупных международных соревнованиях в период 1973—1980 годов, чемпион мира по бегу на пересечённой местности в командном зачёте, серебряный призёр чемпионата Европы в беге на 10 000 метров, обладатель мирового рекорда в полумарафоне, участник летних Олимпийских игр в Монреале.

## Биография
Тони Симмонс родился 6 октября 1948 года в городке Мэйстег округа Бридженд, Уэльс. На соревнованиях представлял клуб Luton United Harriers.
Первого серьёзного успеха на международной арене добился в сезоне 1974 года, когда вошёл в основной состав британской национальной сборной и побывал на чемпионате Европы в Риме, откуда привёз награду серебряного достоинства, выигранную в беге на 10 000 м — получивший золото немец Манфред Кушман опередил его всего на 0,04 секунды. Также представлял Англию на Играх Британского Содружества наций в Крайстчерче, где занял в той же дисциплине седьмое место.
Позже проявил себя в беге по пересечённой местности. Так, в 1975 году на кроссовом мировом первенстве в Рабате занял 39 место в индивидуальном зачёте и второе в командном.
В 1976 году успешно выступил на чемпионате мира по кроссу в Чепстоу — выиграл серебряную медаль в личном первенстве, уступив только португальцу Карлушу Лопишу, и завоевал золото в командном зачёте. Благодаря череде удачных выступлений удостоился права защищать честь страны на летних Олимпийских играх в Монреале — имел хорошие шансы на попадание в число призёров на десятитысячной дистанции, финишировал четвёртым, проиграв бронзовому призёру Брендану Фостеру чуть более секунды.
На чемпионате мира по кроссу 1977 года в Дюссельдорфе стал восьмым в индивидуальном зачёте и вновь выиграл серебряную медаль в командном.
В 1978 году на кроссовом мировом первенстве в Глазго занял четвёртое место в личном первенстве и вместе с английской командой взял бронзу в командном первенстве. Представлял Уэльс на Играх Содружества наций в Эдмонтоне, где финишировал шестым в беге на 10 000 метров и седьмым в беге на 5000 метров. Выиграл марафонскую дисциплину на чемпионате Англии, установил мировой рекорд в полумарафоне на соревнованиях в Уэлин-Гарден-Сити, показав время 1:02:47 — рекорд впоследствии продержался почти 16 месяцев и был побит другим британцем Ником Роузом. Кроме того, Симмонс пробежал марафон на чемпионате Европы в Праге, расположившись в итоговом протоколе на 13 строке.
Впоследствии оставался действующим спортсменом вплоть до 1980 года, добавив в послужной список ещё несколько медалей, выигранных на английских и валлийских национальных первенствах по лёгкой атлетике.